# Led Zeppelin North American Tour 1968 – 1969
Led Zeppelin North American Tour 1968 – 1969 е първото турне в Северна Америка (САЩ и Канада) на Английската рок-група Лед Зепелин между 26 декември 1968 г. и 15 февруари 1969 г.

## История
Провалено турне отвъд океана на Джеф Бек Груп е причината за гастрола на групата. Питър Грант, по това време мениджър и на двете групи, се свързва с промоутърите и урежда заминаването на Лед Зепелин вместо Джеф Бек.
За да засили популярността на групата, Грант предварително изпраща копия от дебютния албум на големи радиостанции. Самата плоча излиза по средата на турнето (на 17 януари в САЩ). Според тур-мениджъра Ричард Коул, договорът е подписан от Пейдж и Грант, а останалите членове на бандата са на заплата.
Първоначално Лед Зепелин са съпорт на Ванила Фъдж, Айрън Бътърфлай (също обвързани с Атлантик Рекърдс), както и Кънтри Джо енд дъ Фиш. Въпреки това, с напредването на обиколката става ясно, че групата засенчва останалите изпълнители.
Джими Пейдж:
Когато стигнахме до Сан Франциско, останалите от тура се отказаха. Кънтри Джо не се появиха на West Coast, а Айрън Бътерфлай – на East.
Джон Пол Джоунс:
Честно казано Кънтри Джо бяха просто група приятели на сцена. Почваха една песен, преминаваха в друга и тъй нататък. Ние излизахме, правехме парчетата ударно, завършено, и хората си казваха: ‘Какво беше това?’, тъй като тогава никой не свиреше така. Това е и една от причините за успеха ни. Докато другите се настройваха, ние изпълнявахме репертоара си.
Един от забележителните концерти е в Бостън (в клуба „Бостън Тий Парти“), където групата свири четири вечери, като последния концерт е повече от 4 часа.
Джон Пол Джоунс:
Изсвирихме репертоара си два пъти и продължиме с парчета на Ху, Бийтълс и Стоунс. На края на шоуто Питър ни прегърна и ни вдигна и четиримата наведнъж. Не се и съмнявахме, че ще го направи.
По време на турнето Бонъм и барабанистът на Ванила Фъдж Кармин Апис стават близки приятели.
Средната такса за участие по време на обиколката е около 1500 $, а заплащането за шоу – само 320 $. Тези числа скоро ще се превърнат в шестцифрени, заедно с нарастването на популярността на Лед Зепелин. Грант напомня, че Ярдбърдс са вземали по 2500$, но „хора като Бил Греъм и хлапетата, които идваха да ни гледат, повярваха в нас“. Грант, който в началото не е могъл да лети с групата, си спомня:
Не можех да тръгна с тях, но това бяха 12 фантастични концерта. Инструкциите ми бяха: „Вървете и ги разбийте!“ Трима от групата не бяха ходили в Щатите и не знаеха какво да очакват. Изкараха една седмица с Ванила Фъдж. След края те казаха: „Супер! Ако това трябва да правим, ще отидем пак.“ Трябваше да накарат хората да запомнят всяко шоу. И те го направиха.

## Сетлист
- Train Kept A-Rollin'
- I Can't Quit You Baby
- As Long As I Have You
- Dazed and Confused
- Communication Breakdown
- You Shook Me
- White Summer / Black Mountain Side
- Pat's Delight
- Babe I'm Gonna Leave You
- How Many More Times
- Killing Floor
- For Your Love

## Концерти
| Дата                | Град                  | Държава | Място                   |
| ------------------- | --------------------- | ------- | ----------------------- |
| 26 декември 1968 г. | Денвър                | САЩ     | Denver Auditorium Arena |
| 27 декември 1968 г. | Сиатъл                | САЩ     | Seattle Center Arena    |
| 28 декември 1968 г. | Ванкувър              | Канада  | Pacific Coliseum        |
| 29 декември 1968 г. | Портланд              | САЩ     | Civic Auditorium        |
| 30 декември 1968 г. | Спокан                | САЩ     | Kennedy Pavilion        |
| 2 януари 1969 г.    | Западен Холивуд       | САЩ     | Whisky a Go Go          |
| 3 януари 1969 г.    | Западен Холивуд       | САЩ     | Whisky a Go Go          |
| 4 януари 1969 г.    | Западен Холивуд       | САЩ     | Whisky a Go Go          |
| 5 януари 1969 г.    | Западен Холивуд       | САЩ     | Whisky a Go Go          |
| 9 януари 1969 г.    | Сан Франциско         | САЩ     | Fillmore West           |
| 10 януари 1969 г.   | Сан Франциско         | САЩ     | Fillmore West           |
| 11 януари 1969 г.   | Сан Франциско         | САЩ     | Fillmore West           |
| 12 януари 1969 г.   | Сан Франциско         | САЩ     | Fillmore West           |
| 13 януари 1969 г.   | Сан Диего, Калифорния | САЩ     | Fox Theater             |
| 15 януари 1969 г.   | Айова Сити            | САЩ     | Iowa Memorial Union     |
| 16 януари 1969 г.   | Балтимор              | САЩ     | Baltimore Civic Center  |
| 17 януари 1969 г.   | Детройт               | САЩ     | Grande Ballroom         |
| 18 януари 1969 г.   | Детройт               | САЩ     | Grande Ballroom         |
| 19 януари 1969 г.   | Детройт               | САЩ     | Grande Ballroom         |
| 20 януари 1969 г.   | Уитън                 | САЩ     | Wheaton Youth Center    |
| 21 януари 1969 г.   | Питсбърг              | САЩ     | Hunt Armory             |
| 23 януари 1969 г.   | Бостън                | САЩ     | Boston Tea Party        |
| 24 януари 1969 г.   | Бостън                | САЩ     | Boston Tea Party        |
| 25 януари 1969 г.   | Бостън                | САЩ     | Boston Tea Party        |
| 26 януари 1969 г.   | Бостън                | САЩ     | Boston Tea Party        |
| 27 януари 1969 г.   | Спрингфилд            | САЩ     | Symphony Hall           |
| 29 януари 1969 г.   | Филаделфия            | САЩ     | Electric Factory        |
| 31 януари 1969 г.   | Ню Йорк               | САЩ     | Fillmore East           |
| 1 февруари 1969 г.  | Ню Йорк               | САЩ     | Fillmore East           |
| 2 февруари 1969 г.  | Торонто               | Канада  | Rockpile                |
| 7 февруари 1969 г.  | Чикаго                | САЩ     | Kinetic Playground      |
| 8 февруари 1969 г.  | Чикаго                | САЩ     | Kinetic Playground      |
| 10 февруари 1969 г. | Мемфис                | САЩ     | Elma Roane Fieldhouse   |
| 14 февруари 1969 г. | Маями Бийч            | САЩ     | Thee Image Club         |
| 15 февруари 1969 г. | Маями Бийч            | САЩ     | Thee Image Club         |